# Jeremias II de Constantinopla
Jeremias II de Constantinopla (em grego: Ιερεμίας Β΄; c. 1536, Anquíalos, Império Otomano – c.1595, Constantinopla, Império Otomano), dito Tranos (em grego: Τρανός), foi patriarca ecumênico de Constantinopla três vezes, entre 1572 e 1579, entre 1580 e 1584 e finalmente entre 1587 e 1595.

## História
Jeremias Tranos nasceu em Anquíalos, na Bulgária otomana, numa influente família grega. A data exata é desconhecida, mas provavelmente foi em 1530 ou, como sugerem alguns estudiosos, 1536. Ele estudou com os melhores professores gregos de sua época e, em sua juventude, tornou-se monge. Apoiado pelo rico Miguel Cantacuzeno, foi nomeado bispo de Lárissa por volta de 1568.
Quando Cantacuzeno conseguiu a deposição do patriarca Metrófanes III, Jeremias, com o apoio dele, foi eleito pela primeira vez para o trono patriarcal em 5 de maio de 1572. A primeira preocupação de Jeremias era a reforma da Igreja e ele convocou um sínodo com o objetivo de extirpar a prática da simonia. Ele também patrocinou a reforma de sua catedral, que na época era a Igreja de Pamacaristo. Durante seu primeiro patriarcado, Jeremias também manteve os primeiros contatos com os luteranos, mas que terminaram em um impasse. Em 3 de março de 1578, Cantacuzeno foi executado e a posição de Jeremias se enfraqueceu. Em 23 (ou 29) de novembro de 1579, Jeremias foi deposto, excomungado e Metrófanes III, seu rival, retomou o trono.
Contudo, Metrófanes morreu logo depois, em agosto de 1580, e Jeremias retornou para um segundo mandato, provavelmente em 13 de agosto. Entre 1580 e 1583, houve contatos entre Jeremias e enviados do papa sobre a introdução na Grécia do calendário gregoriano: a Santa Sé estava quase certa de que haveria um acordo positivo, mas, ao contrário do esperado, Jeremias se recusou a aceitar qualquer acordo. Em 1584, Jeremias ofereceu como presente ao papa Gregório XIII dois pedaços das relíquias de São João Crisóstomo e Santo André de Creta.
No inverno entre 1583 e 1584, Jeremias foi alvo de uma conspiração de alguns bispos gregos contra sua posição, liderados por Pacômio de Kayseri e Teolepto de Filipópolis, que o acusaram de ter apoiado uma revolta grega contra o Império Otomano, de ter batizado um muçulmano (o que era um crime) e de ter se correspondido com o papado. Jeremias foi preso, surrado e julgado três vezes pelos três crimes: as duas primeiras acusações se mostraram falsas, mas a terceira resultou em sua deposição em 22 de fevereiro de 1584 e no seu exílio para a ilha de Rodes.
Em 1586, graças à intercessão do embaixador francês, Jeremias obteve permissão para deixar Rodes. Ele imediatamente iniciou uma viagem através da Comunidade Polaco-Lituana (que incluía também a Ucrânia) e do Czarado da Rússia para levantar fundos. Ele chegou a Moscou em 11 de julho de 1588 e, depois de negociar com Bóris Godunov (o regente do Czar Feodor I da Rússia) em 26 de janeiro de 1589, Jó de Moscou foi entronizado como o primeiro Patriarca de Moscou e Toda a Rússia, o que implicou no reconhecimento por Jeremias II da Igreja Ortodoxa Russa. No caminho de volta para Constantinopla, Jeremias depôs o Metropolita de Kiev, Onesíforo Devochka e em seu lugar nomeou e consagrou Miguel Rohoza.
Neste ínterim, depois da deposição de Jeremias em 1584, dois outros patriarcas assumiram o trono patriarcal, Pacômio II e Teolepto II, que foi deposto em maio de 1586. A Igreja passou a ser governada por um aliado de Jeremias, o diácono Nicéforo (m. 1596) e, por dez dias, pelo diácono Dionísio, o Filósofo (que depois foi metropolita de Lárissa). Em abril de 1587, Jeremias foi formalmente reeleito patriarca, mas, por causa de sua ausência, a Igreja continuou sendo governada pelo diácono Nicéforo. Em 4 de julho de 1589, o sultão Murade III formalmente nomeou-o Patriarca de Constantinopla pela terceira vez. Jeremias foi informado que era novamente o patriarca somente em 1589, quando estava na Moldávia, e partiu de volta para Constantinopla (agora Istambul), onde chegou em 1590.
Em 12 de fevereiro de 1593, um sínodo em Constantinopla sancionou a autocefalia do Patriarcado de Moscou. A data exata da morte de Jeremias é desconhecida, mas sabe-se que ocorreu entre setembro e dezembro de 1595 em Constantinopla.

## Confissão Grega de Augsburgo
Entre 1576 e 1581, Jeremias conduziu as primeiras importantes discussões teológicas entre a Igreja Ortodoxa e os protestantes. Em 24 de maio de 1575, os luteranos Jakob Andreae e Martin Crusius, de Tübingen, apresentaram ao Patriarca uma cópia traduzida da Confissão de Augsburgo. Jeremias escreveu três refutações conhecidas como "Respostas", que estabeleceram que a Igreja Ortodoxa não tinha nenhum desejo de uma reforma. Os luteranos responderam às primeiras duas cartas, mas a terceira terminou em um impasse entre as partes. A importância deste intercâmbio é que ele revelou, pela primeira vez, de forma clara e precisa, onde estavam os ortodoxos e os reformadores protestantes em relação uns aos outros.

## Realizações
Jeremias II é conhecido por seu papel na fundação do Patriarcado de Moscou durante sua viagem pelo Czarado da Rússia em 1589. Ele inicialmente sugeriu a si próprio como candidato para ser o primeiro Patriarca de Moscou e Toda a Rússia, mas Bóris Godunov sugeriu que ele se fixasse em Vladimir, uma grande e empobrecida cidade na época. Ao invés disto, Jeremias consagrou um aliado de Godunov, o Metropolita Jó, como patriarca.[carece de fontes?]
Ele também conseguiu alguns privilégios para as comunidades gregas no Império Otomano, um dos quais foi o direito de fundar escolas. Até a época de Jeremias, havia uma única escola que lecionava em grego em todo o Império Otomano, a "Grande Escola da Nação". Com a influência do patriarca Jeremias, sete novas escolas foram criadas no século XVI, em Atenas, Livadeia, Quio, Esmirna, Ayvalık (Cidonies), Patmos e Joanina. Subsequentemente, outras quarenta escolas abriram por toda a Grécia e Ásia Menor.[carece de fontes?]